# خط طول 161° غرب
خط طول 161° غرب هو أحد خطوط الطول الجغرافية، والتي تمتد من القطب الشمالي الجغرافي إلى القطب الجنوبي الجغرافي، وحسب التحويل الزمني يتأخر خط طول 161° غرب عن خط غرينتش بـ10 ساعة و44 دقيقة.

## من القطب إلى القطب
ينطلق خط طول 161° غرب من القطب الشمالي نحو القطب الجنوبي مرورا بالمناطق التي ترد في الجدول التالي:
| الإحداثيات                           | البلد أو الإقليم أو البحر | ملاحظات |
| ------------------------------------ | ------------------------- | --- |
| 90°0′N 161°0′W / 90.000°N 161.000°W  | المحيط المتجمد الشمالي    | |
| 71°37′N 161°0′W / 71.617°N 161.000°W | بحر تشوكشي                | |
| 70°21′N 161°0′W / 70.350°N 161.000°W | الولايات المتحدة          | ألاسكا |
| 64°51′N 161°0′W / 64.850°N 161.000°W | بحر بيرنغ                 | Norton Bay |
| 64°33′N 161°0′W / 64.550°N 161.000°W | الولايات المتحدة          | ألاسكا |
| 64°15′N 161°0′W / 64.250°N 161.000°W | بحر بيرنغ                 | Norton Sound - مرورا بشرق Besboro Island, ألاسكا, الولايات المتحدة (في 64°7′N 161°17′W / 64.117°N 161.283°W)                                                                           |
| 63°37′N 161°0′W / 63.617°N 161.000°W | الولايات المتحدة          | ألاسكا — mainland و Hagemeister Island |
| 58°33′N 161°0′W / 58.550°N 161.000°W | بحر بيرنغ                 | Bristol Bay |
| 56°1′N 161°0′W / 56.017°N 161.000°W  | الولايات المتحدة          | ألاسكا — Kudobin Islands و شبه جزيرة ألاسكا |
| 55°26′N 161°0′W / 55.433°N 161.000°W | المحيط الهادئ             | مرورا بغرب Unga Island, ألاسكا, الولايات المتحدة (في 55°19′N 160°51′W / 55.317°N 160.850°W) · مرورا بشرق راكاهانغا [لغات أخرى]‏ atoll, جزر كوك (في 10°1′S 161°4′W / 10.017°S 161.067°W) |
| 10°22′S 161°0′W / 10.367°S 161.000°W | جزر كوك                   | مانيهيكي [لغات أخرى]‏ atoll |
| 10°26′S 161°0′W / 10.433°S 161.000°W | المحيط الهادئ             | |
| 60°0′S 161°0′W / 60.000°S 161.000°W  | المحيط الجنوبي            | |
| 78°2′S 161°0′W / 78.033°S 161.000°W  | القارة القطبية الجنوبية   | منطقة روس, المطالب الإقليمية بالقارة القطبية الجنوبية by نيوزيلندا |